# WILD DRIVE
「WILD DRIVE」（ワイルド ドライブ）は、2001年11月21日に発売された永井真人（現・♪鳥くん）の4枚目のシングル。

## 解説
- 前作の『蛍』から10ヶ月ぶりのシングル。
- 2015年現在、リリースされた最後のシングルである。

## 収録曲
全作詞・作曲：永井真人
1. WILD DRIVE
  - 編曲：永井真人、WILD&DELICATES
  - テレビ東京系アニメ『遊☆戯☆王デュエルモンスターズ』オープニングテーマ
2. 本日も晴天なり
  - 編曲：永井真人
3. 眉毛(A MAN,YOU GET!!) 
  - 編曲：永井真人、WILD&DELICATES
4. WILD DRIVE(Instrumental)